# Mansour Moalla

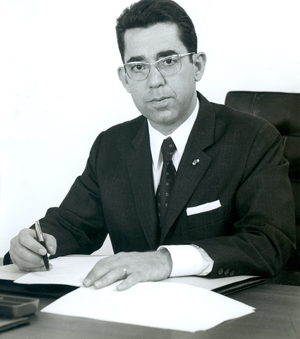
Mansour Moalla

Mansour Moalla (arabisch منصور معلى, DMG Manṣūr Muʿallā; * 1. Mai 1930 in Sfax) ist ein ehemaliger tunesischer Politiker der Neo-Destur-Partei sowie seit 1964 der Sozialistischen Destur-Partei, der unter anderem zwischen 1969 und 1970 Minister für Post, Telegrafie und Telefonie, von 1970 bis 1974 Planungsminister sowie zwischen 1980 und 1983 Finanzminister und erneut Planungsminister war.

## Leben
Mansour Moalla, Sohn von Slaiem Moalla und dessen Ehefrau Emna Chaabouni, absolvierte nach dem Schulbesuch in Sfax ein Studium der Rechtswissenschaften an der Universität von Paris, das er 1951 abschloss. Ein weiteres Studium der Philosophie beendete er 1953 und begann zu dieser Zeit 1953 auch sein politisches Engagement als Generalsekretär der Allgemeinen Studentenunion UGET (Union générale des étudiants de Tunisie) in Paris. 1954 erwarb er zudem ein Diplom im Fach Politikwissenschaften an der École nationale d’administration (ENA) und wurde 1955 Präsident des Exekutivkomitees der UGET in Paris. Nach Abschluss seiner Ausbildung bei der Generalfinanzdirektion (Inspection générale des finances) begann er 1956 seine berufliche Laufbahn im französischen Finanzministerium, kehrte aber nach der Unabhängigkeit Tunesiens von Frankreich am 20. März 1956 in sein Heimatland zurück und wurde Technischer Berater im Finanzministerium. Er spiele eine führende Rolle bei der Gründung der Zentralbank BCT (Banque Centrale de Tunisie) am 19. September 1958 und wurde im Oktober 1958 deren erster Generaldirektor. In dieser Funktion war er maßgeblich an der Einführung des Tunesischen Dinar am 18. Oktober 1958 sowie an den Währungsverhandlungen mit Frankreich im Januar 1959 beteiligt.
Im März 1961 verließ Moalla die Zentralbank und wurde zum Generaldirektor der Nationalen Investitionsgesellschaft SNI (Société Nationale d’investissement) ernannt. In dieser Funktion arbeitete er eng mit dem Büro des Präsidenten der Tunesischen Republik Habib Bourguiba zusammen und gehörte zum sogenannten „Komitee der Neun“, das 1964 die Afrikanische Entwicklungsbank gründete. Im November 1964 wurde er erster Vizepräsident der Afrikanische Entwicklungsbank. Am 26. Juli 1967 kehrte er auf Anweisung von Staatspräsident Bourguiba in die politische Verwaltung zurück und fungierte zunächst als Unterstaatssekretär für Handel und Industrie im Range eines Ministers im zweiten Kabinett Bourguiba und danach seit dem 24. Oktober 1968 als Direktor für Zentrale Verwaltung im Präsidialamt. Im Anschluss übernahm er im zweiten Kabinett Bourguiba am 8. September 1969 das Amt als Minister für Post, Telegrafie und Telefonie (Ministre des Postes, Télégraphes et Téléphones). Dieses Amt übte er bis zum 12. Juni 1970 auch im Kabinett Ladgham aus, woraufhin er selbst Beigeordneter Minister für Planung beim Premierminister wurde und dieses Amt zwischen dem 2. November 1970 und dem 29. Oktober 1971 auch im Kabinett Nouira innehatte. Danach bekleidete er vom 29. Oktober 1971 bis zu seiner Ablösung durch Chedli Ayari am 25. September 1974 im Kabinett Nouira den Posten als Planungsminister (Ministre tunisien du Plan).
Moalla, der Mitglied des Zentralkomitees sowie seit 1971 auch des Politbüros der Sozialistischen Destur-Partei (PSD) war, gründete am 29. März 1976 mit Habib Bourguiba jr. die Banque internationale arabe de Tunisie (BIAT) und blieb bis 1994 deren Vorstandsvorsitzender.
Am 25. April 1980 kehrte er in die Regierung zurück und bekleidete im Kabinett Mzali den Posten als Minister für Finanzen und Planung (Ministre des Finances et du Plan). In der darauf folgenden Kabinettsumbildung am 18. Juni 1983 wurde er durch Salah Ben M’barka als Finanzminister sowie Ismail Khelil als Planungsminister abgelöst.
Moalla ist seit 1961 mit Leila Skandrani verheiratet.